# Einsam Zweisam Dreisam
Einsam Zweisam Dreisam ist ein US-amerikanischer Kinofilm aus dem Jahr 1994. Der Film handelt von drei Studenten, die gemeinsam in einem Apartment in einem Studentenwohnheim wohnen und deren Freundschaft durch komplizierte Liebesgefühle füreinander auf eine harte Probe gestellt wird.

## Handlung
Eddy wechselt das College und zieht in ein Studentenwohnheim. Hier muss er sich das Apartment mit dem Macho Stuart teilen. Nach anfänglichen Schwierigkeiten arrangieren sie sich. Eines Tages zieht ein neuer Bewohner in das freie Einzelzimmer in dem Apartment. Nach einigen Tagen müssen Stuart und Eddy feststellen, dass es sich bei Alex um eine Frau handelt, die das Zimmer bekam, weil die Universitätsverwaltung sie aufgrund ihres Vornamens für einen Mann  hält. Versuche, ein neues Zimmer für Alex zu bekommen, scheitern. Sie raufen sich zusammen und es entsteht eine unkomplizierte Wohngemeinschaft. Allerdings kommen im Laufe der Zeit auch andere Gefühle ins Spiel. Alex wirft ein Auge auf Eddy, während Stuart sich an Alex heranmachen will. Nach einem gemeinsamen Abend in einer Bar will Alex Eddy zum Sex verführen, aber Eddy ergreift im entscheidenden Moment die Flucht. Als er Stuart davon erzählt, stellt er fest, dass das Objekt seiner Begierde Stuart ist. Alex ist noch immer beleidigt und stellt Eddy zur Rede. Er gesteht ihr, dass er sich „sexuell unentschlossen“ fühlt. Aber auch Stuart merkt, dass mit Eddy irgendetwas nicht stimmt. Bei einem Essen schließen die drei einen Pakt: „Kein Sex untereinander“ lautet die Devise. Allerdings haben sie sich nicht geschworen, enthaltsam zu sein, und so hat Alex eine Verabredung mit einem jungen Mann. Diese läuft allerdings nicht erfolgreich, denn die beiden Jungs tun alles, um ihre neue Bekanntschaft zu vertreiben. Die Revanche folgt auf dem Fuß, als Stuart ein Mädchen zum Essen mitbringt. Alex und Stuart versuchen hingegen, Eddy mit Richard zu verkuppeln, auch das ohne Erfolg.
Bei einem Picknickausflug baden die drei Freunde nackt in einem See. Sie kommen sich sehr nahe, werden allerdings von einer Gruppe Kinder gestört. Nach diesem Erlebnis scheint alles anders zu sein. Nach einem Streit zwischen Alex und Eddy kommt es zum Sex zwischen Stuart und Alex.
Eddy analysiert seine Beziehung zu Alex als „symbiotisch“ und beschließt wenig später, mit ihr Sex zu haben. Eddy erzählt später Stuart, dass er Sex mit einer Frau hatte und er nicht so toll gewesen sein soll. Stuart erzählt es Alex weiter, die daraufhin Eddy zur Rede stellt. Eddy ist zwischenzeitlich allerdings zu der Auffassung gekommen, dass Stuart ein verklemmter Schwuler sein muss. Er will dieses rausfinden und stellt Stuart zur Rede, als sie eines Abends beide betrunken sind. Um sich zu rechtfertigen, erzählt Stuart, dass er Sex mit Alex hat. Eddy läuft daraufhin weg. Am nächsten Tag verkündet Eddy, dass er ausziehen will. Alex und Stuart wollen das nicht zulassen. Sie liegen zu dritt in Alex’ Bett, und es kommt zum Sex zwischen ihnen. Eddy legt seine Hand zaghaft auf Stuarts Körper, zieht diese aber wieder weg. Stuart lässt dies aber zu und legt die Hand zurück. Einige Wochen später vermutet Alex, dass sie schwanger ist. Der Schwangerschaftstest geht aber negativ aus. Am Semesterende zieht Alex in eine eigene Wohnung. Stuart verlässt später ebenfalls das Wohnheim und Eddy bezieht ein Einzelzimmer. Bei der Abschlussfeier begegnen sie sich zufällig und ein Jahr später treffen sie sich nochmals zu einem Essen, doch es ist nicht mehr so wie früher.

## Kritik
Der Filmkritiker Roger Ebert hielt den Film für „witzlos“. Das Lexikon des internationalen Films sieht im Film einen „an großen Kinovorbildern orientierte[n] Versuch, einen alternativen Lebensentwurf zu beschreiben, der jedoch über Oberflächenreize selten hinauskommt.“

## Weiteres
- Der englische Titel threesome steht für die englische Bezeichnung von Flotter Dreier.
- Der Film kostete 10 Millionen Dollar und spielte über 14 Millionen wieder ein[3].